# Ernst Poschmann
Ernst Joseph Poschmann (ur. 1849 w Świeciu, zm. 1908) – niemiecki bankier i austriacki urzędnik konsularny.
W latach 1885–1902 prowadził dom bankowy „Ernst Poschmann”, z siedzibą przy Brodbänkengasse 36, obecnie ul. Chlebnicka, który w 1900 został przejęty przez Danziger Privat-Actien-Bank. Sprawował funkcję konsula Austrii w Gdańsku (1901-1907).